# Salmoninae
Salmoninae – podrodzina ryb łososiowatych (Salmonidae), określana w języku polskim nazwą łososie właściwe. Jest blisko spokrewniona z siejowatymi i lipieniowatymi. Najstarsze ślady pochodzą z eocenu – †Eosalmo driftwoodensis odkryty został w Kolumbii Brytyjskiej.

## Występowanie
Chłodne wody strefy klimatu umiarkowanego półkuli północnej. Kilka gatunków introdukowano w wielu krajach świata. 
W Polsce występuje głowacica, łosoś szlachetny, peluga oraz kilka form pstrągów i troci.

## Cechy charakterystyczne
Salmoninae wyróżniają się drobną łuską (zazwyczaj 120 w linii bocznej), brakiem dermosphenoticum i suprapraeoperculum. W płetwie grzbietowej występuje mniej niż 16 promieni. Szczęki są uzębione. Występuje u nich suprapreoperculum i orbitosphenoid.

## Filogeneza
Relacje pokrewieństwa pomiędzy gatunkami zaliczanymi do właściwych łososi nie zostały jednoznacznie ustalone. Badania genetyczne wskazują na istnienie dwóch linii ewolucyjnych ryb z tej grupy. Jedną tworzą najbliżej ze sobą spokrewnione rodzaje Salmo, Salvelinus i Oncorhynchus. Wśród przyczyn utrudniających badania autorzy wskazują częste, naturalne krzyżowanie się gatunków, introgresję i ich dużą plastyczność przystosowawczą. Hybrydyzacja w warunkach naturalnych oraz introgresja występują powszechnie wśród łososiowatych. Obydwa procesy zostały potwierdzone w przypadku Salmo, Salvelinus, niektórymi Oncorhynchus sp. i Brachymystax.

## Rodzaje
- Brachymystax
- †Eosalmo
- Hucho
- Oncorhynchus (w tym Parasalmo)
- Parahucho
- Salmo
- Salvelinus
- Salvethymus